# Conches-en-Ouche
Conches-en-Ouche ist eine französische Gemeinde mit 4860 Einwohnern (Stand 1. Januar 2022) im Département Eure in der Region Normandie. Sie gehört zum Arrondissement Évreux und zum Kanton Conches-en-Ouche.

## Geografie
Conches liegt im Pays d’Ouche, 17 Kilometer südwestlich von Évreux über dem Tal des Rouloir zwischen den Wäldern Forêt de Conches und Forêt d’Évreux. Die Départementsstraßen D140, D840 und D830 führen durch das Gemeindegebiet.

## Geschichte
Bei Ausgrabungen auf dem Gemeindegebiet wurden Siedlungsspuren aus keltischer Zeit gefunden. Die heutige Ortschaft entstand auf einem Rodungsgebiet des Forêt de Conches und hieß Châtillon. Sie lag in gallo-römischer Zeit (52 v. Chr. bis 486 n. Chr.) an der Römerstraße von Brionne (Breviodurum) nach Dreux (Durocasses). An der Straße befand sich ein Kastell, das Castellis genannt wurde. An seiner Stelle wurde später das Kloster gebaut. In Châtillon stand eine Kirche, die dem heiligen Ouen von Rouen (Saint-Ouen) geweiht war.

### Mittelalter
In der Zeit der normannischen Invasion gehörte der Ort laut Ordericus Vitalis (1075–1142) Malahulce, einem Onkel Rollos, von dem die Familie Tosny angeblich abstammte.

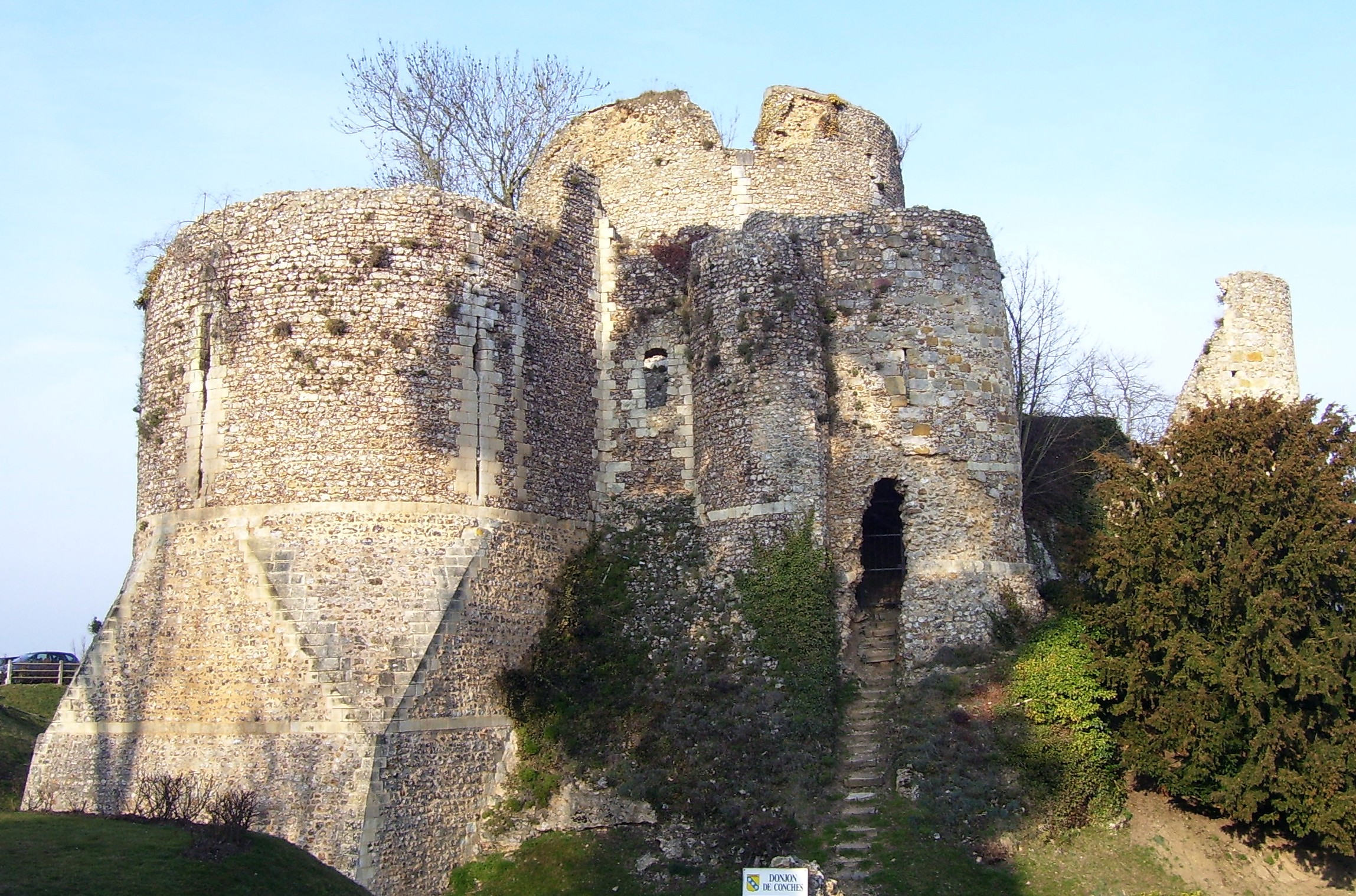
Donjon

Um 1034 ließ Roger I. de Tosny († 1040) eine Burg, den Donjon, die Stadtmauer und in der Umgebung ein Kloster errichteten. Raoul II. de Tosny nahm 1066 an der Schlacht bei Hastings teil. Roger III. de Tosny († um 1160) unternahm eine Pilgerfahrt nach Santiago de Compostela und war vom Kult der heiligen Fides (frz. Foy d’Agen) in Conques sehr beeindruckt, deshalb brachte er eine Reliquie der Heiligen Fides mit nach Châtillon. Der Ort wurde zu Ehren von Conques in Conches umbenannt und gewann durch die Reliquie an Bedeutung. Ab 1310 gehörte Conches Robert III. von Artois (1287–1342). Im Hundertjährigen Krieg (1337–1453) wechselte es mehrfach den Besitzer. 1355 vergab Johan II. von Frankreich (1319–1364) die Ortschaft an Karl den II. von Navarra (1332–1387), Comte von Évreux. Der verlor sie schon 1357 an Henry of Grosmont, 1. Duke of Lancaster (1306–1361) und Philipp von Navarra (1336–1363), deren Truppen Conches belagert hatten, es schließlich einnahmen und die Burg sowie das Kloster in Brand steckten. 1371 wurde die Ortschaft erneut belagert und nach langer Belagerungszeit von Bertrand du Guesclin (1320–1380) eingenommen.

### Neuzeit
1527 wurde Conches zu einer Comté erhoben, 1530 geriet es in den Besitz von Marie de Luxembourg (1462–1546). Nachdem in Rouen 1557 und in Évreux 1559 eine offizielle reformierte Kirche eingerichtet worden war, folgte Conches-en-Ouche diesem Beispiel. Die protestantische Kirche in Conches bestand nicht bis ins 17. Jahrhundert. 1569 fiel Conches es an François-Hercule de Valois-Angoulême, duc d’Alençon (1555–1584). 1587 wurden die Burg und das Kloster im Zuge der Hugenottenkriegen erneut in Brand gesteckt. Im 18. Jahrhundert gehörte die Ortschaft der Familie Bouillon.
1789 wurde der Ortsname im Zuge der Französischen Revolution (1789–1799) zu La Montagne-de-Conches geändert. Die Orte Notre-Dame-du-Val-Conches und Le Vieux-Conches schlossen sich 1789 zu einer Ortschaft zusammen, die 1791 mit La Montagne-de-Conches vereinigt wurde. 1793 erhielt Conches-en-Ouche als Conches den Status einer Gemeinde und 1801 das Recht auf kommunale Selbstverwaltung.
Am 24. Oktober 1933 entgleiste bei Conches-en-Ouche ein Schnellzug, der von Cherbourg nach Paris unterwegs war. 36 Menschen starben, 68 wurden darüber hinaus verletzt. 
Während der deutschen Besetzung Frankreichs im Zweiten Weltkrieg (1939–1945) entstand zweieinhalb Kilometer südöstlich des Ortes an der Straße nach Nogent-le-Sec zwischen 1941 und 1943 ein Fliegerhorst mit zwei befestigten Start- und Landebahnen für die deutsche Luftwaffe. Nach seiner Fertigstellung wurde er von November 1943 bis Januar 1944 von zwei Staffeln der I. Gruppe des Jagdgeschwaders 2 (I./JG2) genutzt, die mit Fw 190A ausgerüstet war. Später im Jahr, zwischen Ende Juni 1944 und Anfang Juli 1944, lag hier für kurze Zeit dann noch die III. Gruppe des Schlachtgeschwaders 4 (III./SG4) mit ihren Fw 190F/G.
Der Flugplatz wurde nach dem Krieg geschlossen. Die Freiflächen wurden wieder landwirtschaftlich genutzt und Jahrzehnte später ließen sich auf den noch existierenden 80 m breiten Betonpisten einige Gewerbebetriebe nieder. Einige der Gebäude des Flugplatzes sind noch zu sehen. Auf Luftbildern sind sogar die Rollbahnen zu erkennen. Conches-en-Ouche wurde im Sommer 1944 während der Operation Overlord durch die Alliierte Luftwaffe mehrfach bombardiert. Am 23. August 1944 wurde die Stadt um neun Uhr morgens mit Hilfe von Francs-tireurs et partisans befreit.

### Bevölkerungsentwicklung
Am wenigsten Einwohner hatte Conches 1821 (1725), seitdem wächst die Gemeinde. Das Wachstum verstärkte sich in der zweiten Hälfte des 20. Jahrhunderts. 2006 hatte die Ortschaft mehr als doppelt so viele Einwohner wie 1793.
| Jahr      | 1793  | 1821  | 1851  | 1896  | 1931  | 1962  | 1990  | 2006  | 2016  |
| --------- | ----- | ----- | ----- | ----- | ----- | ----- | ----- | ----- | ----- |
| Einwohner | 2.118 | 1.725 | 2.075 | 2.187 | 2.432 | 3.028 | 4.009 | 4.982 | 5.033 |

## Städtepartnerschaften
Conches-en-Ouche hat Städtepartnerschaften geschlossen mit
- Rhodos in Griechenland, seit 1960/1961
- Aulendorf in Deutschland, seit 1960/1961
- Wareham im Vereinigten Königreich, seit 1978
- Człuchów in Polen, seit 1995

Freundschaftliche Beziehungen werden außerdem gepflegt mit
- Longarone (Italien)
- Bad Gottleuba (Deutschland)

## Kultur und Sehenswürdigkeiten

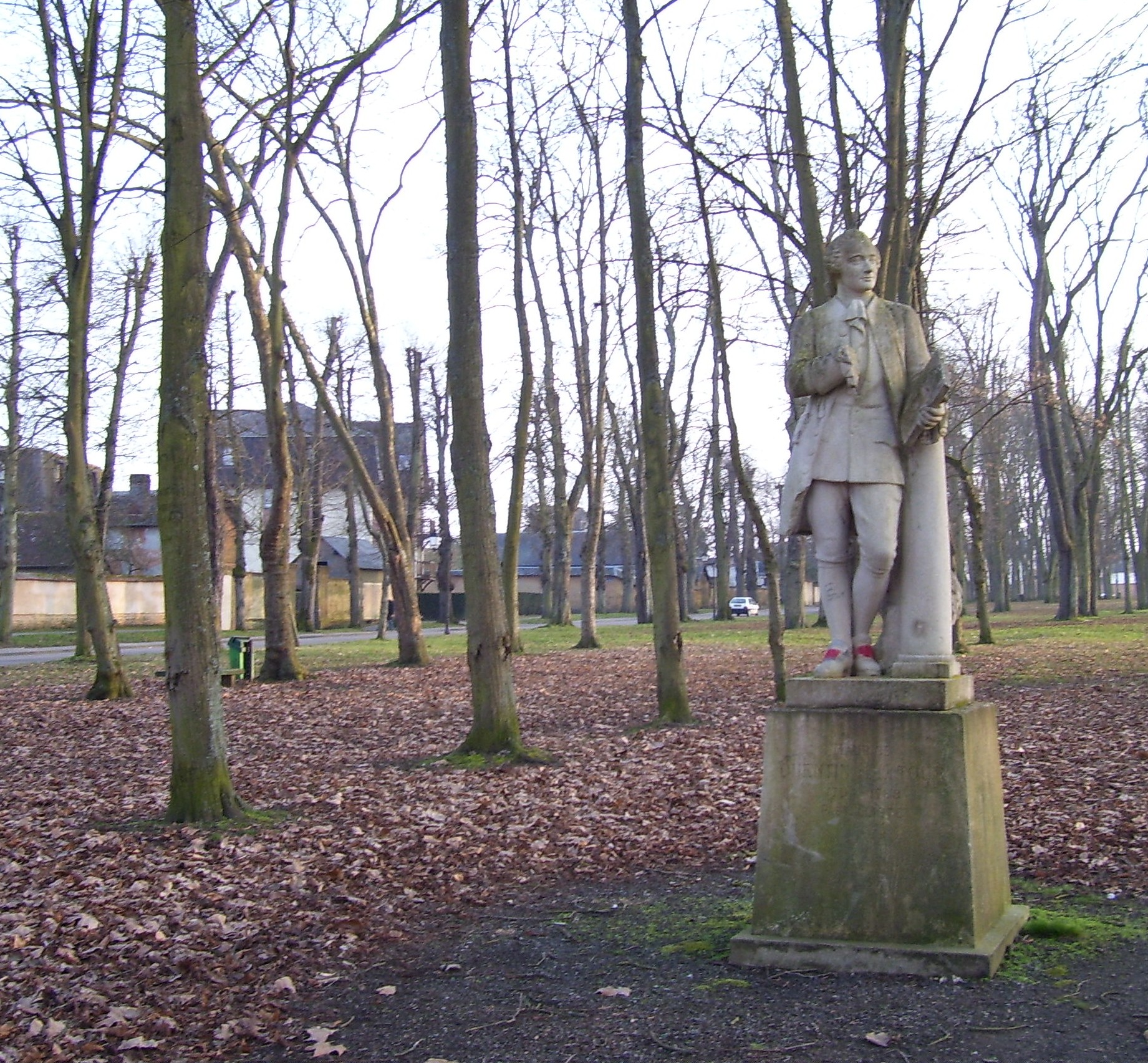
Der Stadtpark im Februar

Das Glasmuseum (Musée du Verre, de la Pierre et du Livre) zeigt gläserne Objekte von einheimischen und ausländischen Künstlern, Steine und Fossilien, sowie Manuskripte aus dem Mittelalter und der Renaissance.

### Grünflächen
Conches-en-Ouche ist mit einer Blume im Conseil national des villes et villages fleuris (Nationalrat der beblümten Städte und Dörfer) vertreten. Die „Blumen“ werden im Zuge eines regionalen Wettbewerbs verliehen, wobei maximal drei Blumen erreicht werden können.
Der Park der Kleinstadt ist ganzjährig geöffnet. Seine Bäume sind in langen Reihen gepflanzt. Am Eingang steht ein Denkmal des Malers Maurice Quentin de La Tour (1704–1788).

### Bauwerke

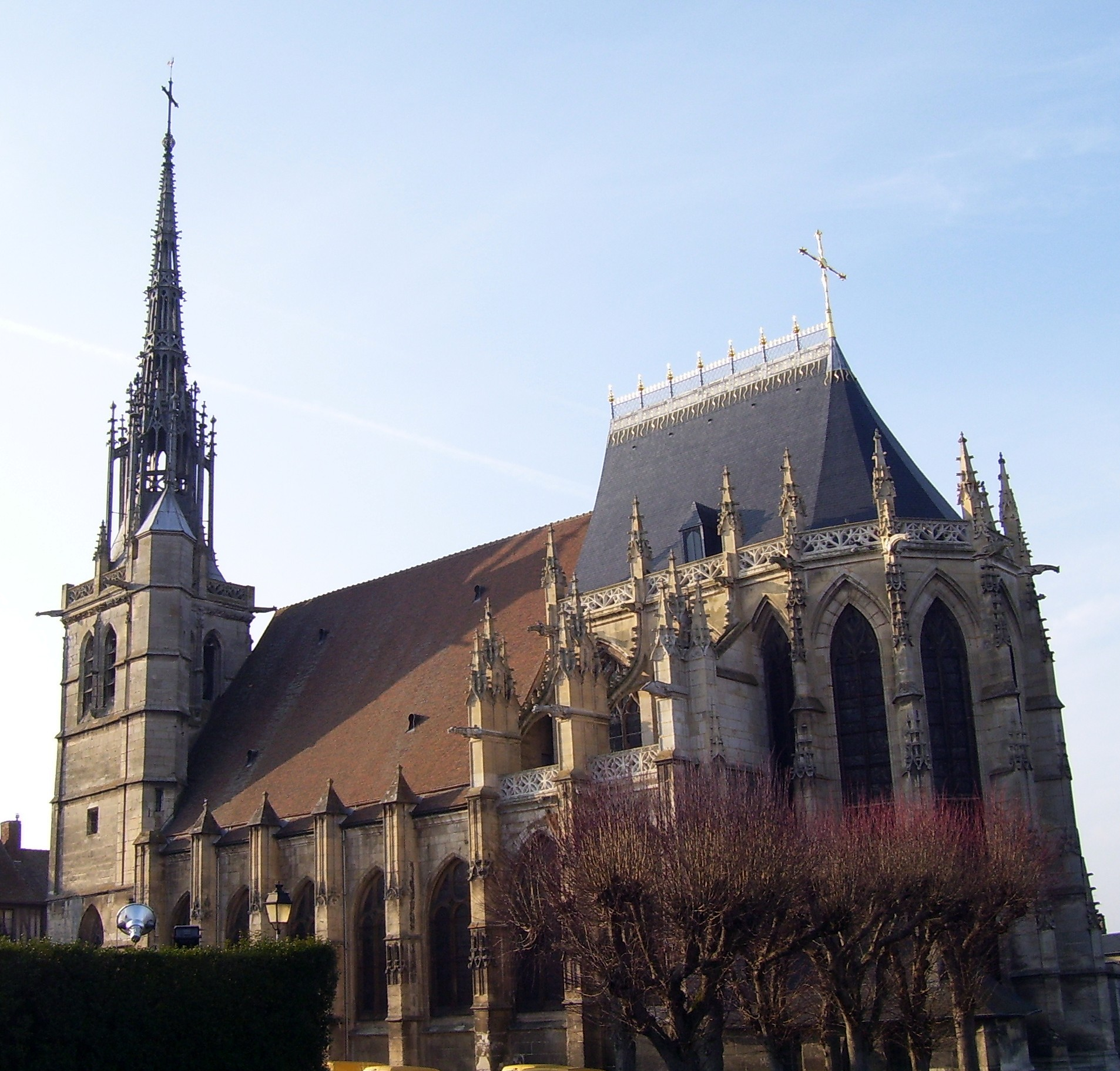
Die Kirche Sainte-Foy

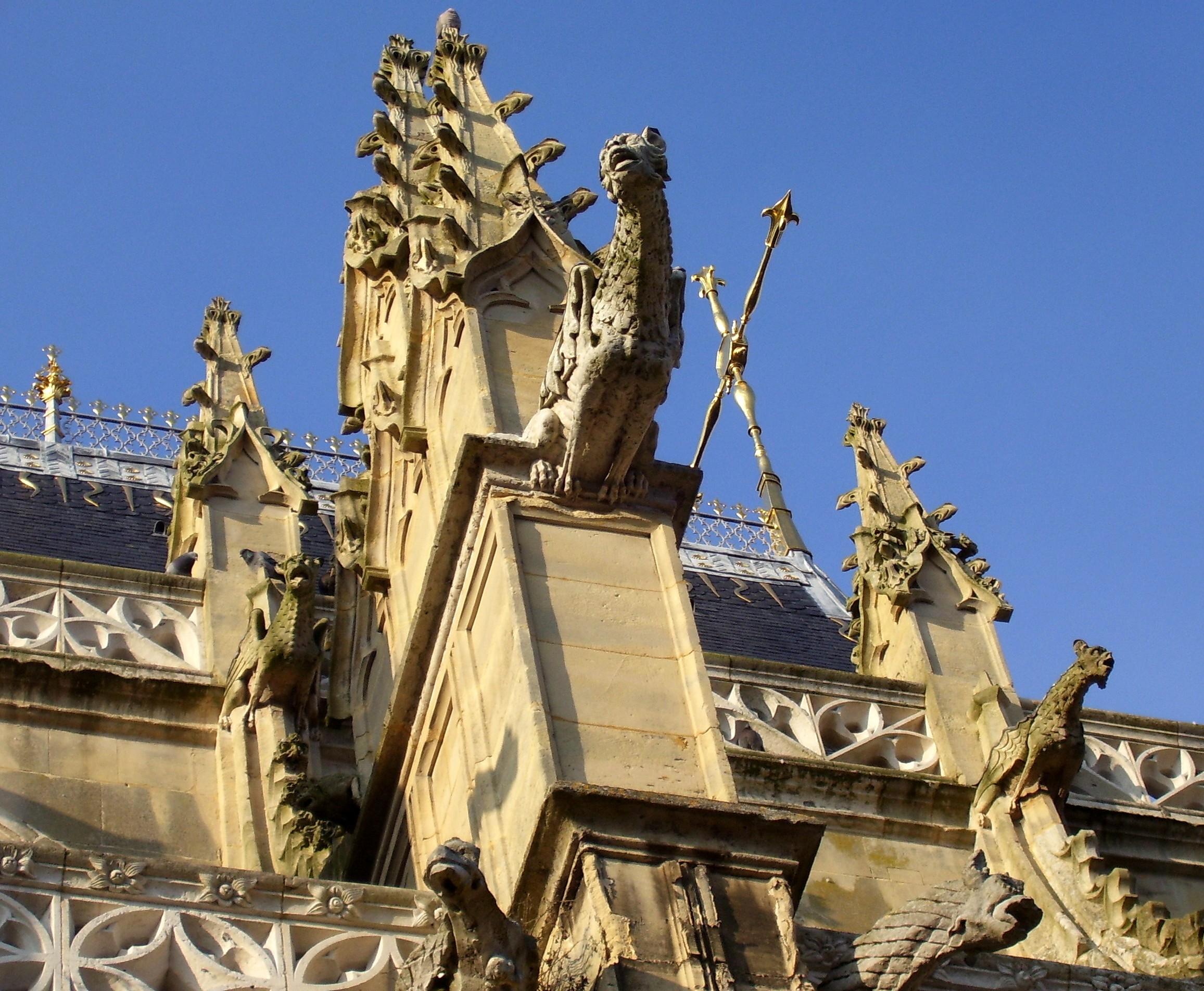
Wasserspeier auf Sainte-Foy

Die gotische Kirche Sainte-Foy stammt aus dem 13. Jahrhundert, wurde jedoch im 16. Jahrhundert komplett im gotischen Stil umgebaut. Sie wurde 1840 als Monument historique klassifiziert.
Le Saint-Jacques ist der Name einer Gruppe von Fachwerkhäusern in der Innenstadt, die aus dem 15. Jahrhundert stammen und an denen noch Elemente aus dem 11. und 12. Jahrhundert erhalten sind.
Die ehemalige Abtei wurde 1034 gegründet. Sie wurde im Hundertjährigen Krieg (1337–1453) verwüstet. Im 17. Jahrhundert übernahmen die Mauriner die Abtei. 1790 wurden die Mauriner von der Konstituante im Zuge der Französischen Revolution aufgelöst und viele Gebäude der Abtei zerstört. Erhalten geblieben sind ein altes Wohngebäude, das Kelterhaus, die Vorratskeller und ein Teil der umgebenden Mauer. Beim Umbau der Abtei in ein Krankenhaus wurden Teile der Umgebungsmauer zerstört. Die Abtei wurde 2002 in das Zusatzverzeichnis der Monuments historiques eingetragen.
Der Donjon wurde 1035 von Roger I. de Tosny gebaut und 1591 in den Hugenottenkriegen zerstört. Er wurde 1886 als Monument historique klassifiziert.

## Wirtschaft
Im 18. Jahrhundert gab es mehrere metallverarbeitende Betriebe in Conches. Im 19. Jahrhundert gab es einen Hochofen, eine Gerberei, eine Kerzenfabrik, einen Kunstschmied und eine Nagelfabrik.
Der Bahnhof von Conches wird von der Bahnlinie Paris–Cherbourg der SNCF angefahren.
Auf dem Gemeindegebiet gelten geschützte geographische Angaben (IGP) für Schweinefleisch (Porc de Normandie), Geflügel (Volailles de Normandie) und Cidre (Cidre de Normandie und Cidre normand).

## Persönlichkeiten
- Guillaume de Conches (* 1080/1090; † nach 1154), war ein mittelalterlicher Philosoph aus der Schule von Chartres.
- Robert von Courtenay (1168–1239) war ein Großmundschenk von Frankreich (Grand-Bouteiller de France) sowie Herr u. a. von Conches-en-Ouche und Mehun-sur-Yèvre.
- Pierre de Courtenay (* um 1218; † 1249 oder 1250) war ein französischer Ritter sowie Herr von Conches-en-Ouche und Mehun-sur-Yèvre
- Philippe d’Artois (1269–1298) war Herr von Conches-en-Ouche, Mehun-sur-Yèvre, Nonancourt und Domfront.
- Louis Marie Turreau (* 1756 in Évreux; † 1816 in Conches), war ein französischer General. Er begann seine Karriere in der Garde Nationale von Conches, kaufte während der Revolution das Kloster von Conches und verstarb auch dort. Nach der Revolution wurde er in den Adelstand erhoben, zum Baron ernannt und war als Botschafter tätig.[1]
- François Décorchemont (1880–1971), war ein Glaskünstler, der in Conches geboren und auch dort verstorben ist.